# Élections municipales partielles françaises de 2017
Des élections municipales partielles ont lieu en 2017 en France.

## Bilan
| Partis       | Partis                               | Maires sortants | Maires élus | Évolution     |
| ------------ | ------------------------------------ | --------------- | ----------- | ------------- |
|              | Parti socialiste                     | 2               | 0           | 2             |
|              | Parti communiste français            | 3               | 2           | 1             |
|              | Europe Écologie Les Verts            | 0               | 0           | en stagnation |
|              | Parti radical de gauche              | 0               | 0           | en stagnation |
|              | Parti de gauche                      | 0               | 1           | 1             |
|              | Divers gauche                        | 3               | 3           | en stagnation |
| Total gauche | Total gauche                         | 5               | 4           | 1             |
|              | Front national                       | 0               | 0           | en stagnation |
|              | Mouvement démocrate                  | 0               | 0           | en stagnation |
|              | Divers                               | 1               | 1           | en stagnation |
| Total divers | Total divers                         | 1               | 1           | en stagnation |
|              | Les Républicains                     | 1               | 0           | 1             |
|              | Divers droite                        | 2               | 4           | 2             |
|              | Union des démocrates et indépendants | 1               | 0           | 1             |
| Total droite | Total droite                         | 4               | 4           | en stagnation |

## Élections

### Brassac-les-Mines(Puy-de-Dôme)
À la suite de la démission du conseil municipal. Maire sortant : Yves-Serge Croze. Nombre de sièges CM : 23. Nombre de sièges CC : 5.
| Tête de liste            | Tête de liste     | Liste       | Premier tour | Premier tour | Sièges | Sièges |
| Tête de liste            | Tête de liste     | Liste       | Voix         | %            | CM     | API    |
| ------------------------ | ----------------- | ----------- | ------------ | ------------ | ------ | ------ |
|                          | Yves-Serge Croze* | DVD         | 570          | 50,13        | 18     | 5      |
|                          | Virginie Barreyre | DVG         | 186          | 35,70        | 2      | 0      |
|                          | André Tapissier   | PS- PCF     | 96           | 25,95        | 3      | 1      |
|                          |                   |             |              |              |        |        |
| Inscrits                 | Inscrits          | Inscrits    | 2 551        | 100,00       |        |        |
| Abstentions              | Abstentions       | Abstentions | 1 319        | 51,74        |        |        |
| Votants                  | Votants           | Votants     | 1 231        | 48,26        |        |        |
| Blancs                   | Blancs            | Blancs      | 64           | 5,19         |        |        |
| Nuls                     |                   |             | 64           | 5,19         |        |        |
| Exprimés                 | Exprimés          | Exprimés    | 1 167        | 94,81        |        |        |
| * Liste du maire sortant |                   |             |              |              |        |        |

### Calonne-Ricouart(Pas-de-Calais)
À la suite de la démission du conseil municipal. Maire sortant : Ludovic Guyot. Nombre de sièges CM : 29.
| Tête de liste            | Tête de liste  | Liste       | Premier tour | Premier tour | Second tour | Second tour | Sièges |  |
| Tête de liste            | Tête de liste  | Liste       | Voix         | %            | Voix        | %           | Sièges |  |
| ------------------------ | -------------- | ----------- | ------------ | ------------ | ----------- | ----------- | ------ |  |
|                          | Ludovic Idziak | DVG         | 1013         | 46,60        | 1173        | 48,41       | 22     |  |
|                          | Ludovic Guyot  | PCF         | 927          | 42,64        | 1100        | 45,40       | 7      |  |
|                          | Eric Niemier   | SE          | 234          | 10,76        | 150         | 6,19        | -      |  |
| Inscrits                 | Inscrits       | Inscrits    | 4 404        | 100,00       | 4 404       | 100,00      |        |  |
| Abstentions              | Abstentions    | Abstentions | 2158         | 49           | 1981        | 44,6        |        |  |
| Votants                  | Votants        | Votants     | 2246         | 51           | 2484        | 56,4        |        |  |
| Blancs                   |                |             |              |              |             |             |        |  |
| Nuls                     |                |             |              |              |             |             |        |  |
| Exprimés                 |                |             |              |              |             |             |        |  |
| * Liste du maire sortant |                |             |              |              |             |             |        |  |

### Lamorlaye(Oise)
À la suite de la démission du conseil municipal. Maire sortant : Nicole Ladurelle. Nombre de sièges CM : 29.
| Tête de liste | Tête de liste         | Liste       | Premier tour | Premier tour | Second tour | Second tour | Sièges |
| Tête de liste | Tête de liste         | Liste       | Voix         | %            | Voix        | %           | Sièges |
| ------------- | --------------------- | ----------- | ------------ | ------------ | ----------- | ----------- | ------ |
|               | Nicolas Moula         | SE          | 773          | 27,17        | 978         | 31,31       | 20     |
|               | Martine Mahaut        | DVD         | 695          | 24,43        | 804         | 25,74       | 4      |
|               | Eric Drumont          | DVD         | 635          | 22,32        | 959         | 30,70       | 4      |
|               | Marie-Paule Donsimoni | DVG         | 460          | 16,17        | 383         | 12,26       | 1      |
|               | Daniel Merlin         | SE          | 283          | 9,95         |             |             |        |
| Inscrits      | Inscrits              | Inscrits    | 7 104        | 100,00       | 7 104       | 100,00      |        |
| Abstentions   | Abstentions           | Abstentions | 4192         | 59,01        | 3948        | 55,57       |        |
| Votants       | Votants               | Votants     | 2912         | 40,99        | 3157        | 44,34       |        |
| Blancs        | Blancs                | Blancs      | 67           |              | 32          |             |        |
| Nuls          |                       |             | 67           |              | 32          |             |        |
| Exprimés      | Exprimés              | Exprimés    | 2845         |              | 3124        |             |        |

### Couilly-Pont-aux-Dames(Seine-et-Marne)
À la suite de la démission du conseil municipal. Maire sortant : Jean-Louis Vaudescal. Nombre de sièges CM : 19.
| Tête de liste            | Tête de liste         | Liste       | Premier tour | Premier tour | Sièges | Sièges |
| Tête de liste            | Tête de liste         | Liste       | Voix         | %            | CM     |        |
| ------------------------ | --------------------- | ----------- | ------------ | ------------ | ------ | ------ |
|                          | Jean-Louis Vaudescal* | DVD         | 486          | 61,98        | 16     |        |
|                          | Agnès Dupie           | DVD         | 166          | 21,17        | 2      |        |
|                          | Stéphane Renouard     | DVD         | 132          | 15,83        | 1      |        |
| Inscrits                 | Inscrits              | Inscrits    | 1 394        | 100,00       |        |        |
| Abstentions              | Abstentions           | Abstentions | 593          | 42,54        |        |        |
| Votants                  | Votants               | Votants     | 801          | 57,46        |        |        |
| Blancs                   | Blancs                | Blancs      | 17           |              |        |        |
| Nuls                     |                       |             | 17           |              |        |        |
| Exprimés                 | Exprimés              | Exprimés    | 784          |              |        |        |
| * Liste du maire sortant |                       |             |              |              |        |        |

### Saint-André-de-Sangonis(Hérault)
À la suite de la démission du conseil municipal, les élections ont eu lieu les 19 et 26 février.
| Tête de liste            | Tête de liste        | Liste    | Premier tour | Premier tour | Second tour | Second tour | Sièges |
| Tête de liste            | Tête de liste        | Liste    | Voix         | %            | Voix        | %           | Sièges |
| ------------------------ | -------------------- | -------- | ------------ | ------------ | ----------- | ----------- | ------ |
|                          | Jean-Pierre Gabaudan | DVD      | 508          | 23,28        | 730         | 30,62       | 19     |
|                          |                      | SE       | 285          | 13,06        | 730         | 30,62       | 19     |
|                          | Yannick Vernières    | DVG      | 494          | 22,64        | 656         | 27,51       | 4      |
|                          | René Garro           | SE       | 460          | 21,08        | 510         | 21,39       | 3      |
|                          | Patrick Lambolez*    | DVD      | 435          | 19,94        | 488         | 20,46       | 3      |
|                          |                      |          |              |              |             |             |        |
| Inscrits                 | Inscrits             | Inscrits | 3 880        | 100,00       | 3 882       | 100,00      |        |
| Votants                  | Votants              | Votants  | 2 243        | 57,81        | 2 447       | 63,03       |        |
| Blancs                   | Blancs               | Blancs   | 29           | 1,29         | 18          | 0,74        |        |
| Nuls                     | Nuls                 | Nuls     | 32           | 1,43         | 45          | 1,84        |        |
| Exprimés                 | Exprimés             | Exprimés | 2 182        | 97,28        | 2 384       | 97,43       |        |
| * Liste du maire sortant |                      |          |              |              |             |             |        |

### Vendeville(Nord)
À la suite de la démission du conseil municipal. Maire sortant : Philippe Holvoote	. Nombre de sièges CM : 19.
| Tête de liste            | Tête de liste          | Liste       | Premier tour | Premier tour | Second tour | Second tour | Sièges |  |
| Tête de liste            | Tête de liste          | Liste       | Voix         | %            | Voix        | %           | Sièges |  |
| ------------------------ | ---------------------- | ----------- | ------------ | ------------ | ----------- | ----------- | ------ |  |
|                          | Philippe Holvoote      | DVD         | 366          | 41,54        | 434         | 47,38       | 15     |  |
|                          | Jean-François Duchemin | DVG         | 364          | 41,32        | 424         | 46,29       | 4      |  |
|                          | Thibaut Lefebvre       | DVD         | 151          | 17,14        | 58          | 6,33        | -      |  |
| Inscrits                 | Inscrits               | Inscrits    | 1 411        | 100,00       | 1 411       | 100,00      |        |  |
| Abstentions              | Abstentions            | Abstentions | 515          | 36,5         | 485         | 34,37       |        |  |
| Votants                  | Votants                | Votants     | 896          | 63,5         | 926         | 65,63       |        |  |
| Blancs                   |                        |             |              |              |             |             |        |  |
| Nuls                     |                        |             |              |              |             |             |        |  |
| Exprimés                 |                        |             |              |              |             |             |        |  |
| * Liste du maire sortant |                        |             |              |              |             |             |        |  |

### Guipavas(Finistère)
À la suite de la démission du conseil municipal. Maire sortant : Gurvan Moal. Nombre de sièges CM : 33. Nombre de sièges CC : 6.
| Tête de liste            | Tête de liste | Liste       | Premier tour | Premier tour | Sièges | Sièges |
| Tête de liste            | Tête de liste | Liste       | Voix         | %            | CM     | BM     |
| ------------------------ | ------------- | ----------- | ------------ | ------------ | ------ | ------ |
|                          | Fabrice Jacob | DVD         | 2 408        | 50,58        | 25     | 5      |
|                          | Gurvan Moal*  | DVG         | 1 234        | 25,92        | 4      | 1      |
|                          | Fabrice Huret | SE          | 1 119        | 23,50        | 4      | 0      |
|                          |               |             |              |              |        |        |
| Inscrits                 | Inscrits      | Inscrits    | 10 402       | 100,00       |        |        |
| Abstentions              | Abstentions   | Abstentions | 5 528        | 53,15        |        |        |
| Votants                  | Votants       | Votants     | 4 872        | 46,84        |        |        |
| Blancs                   | Blancs        | Blancs      | 111          | 2,28         |        |        |
| Nuls                     |               |             | 111          | 2,28         |        |        |
| Exprimés                 | Exprimés      | Exprimés    | 4 761        | 97,92        |        |        |
| * Liste du maire sortant |               |             |              |              |        |        |

### Verfeil(Haute-Garonne)
À la suite de la démission du conseil municipal.
| Tête de liste                    | Tête de liste     | Liste       | Premier tour | Premier tour | Second tour | Second tour | Sièges | Sièges |
| Tête de liste                    | Tête de liste     | Liste       | Voix         | %            | Voix        | %           | CM     | C3G    |
| -------------------------------- | ----------------- | ----------- | ------------ | ------------ | ----------- | ----------- | ------ | ------ |
|                                  | Raymond Dematteis | LR-DVD      | 587          | 47,49        | 680         | 48,71       | 5      | 1      |
| Verfeil : nouveau départ         |                   |             | 587          | 47,49        | 680         | 48,71       | 5      | 1      |
|                                  | Patrick Plicque   | DVG-PS      | 536          | 43,37        | 716         | 51,29       | 18     | 4      |
| Verfeil dynamique et responsable |                   |             | 536          | 43,37        | 716         | 51,29       | 18     | 4      |
|                                  | Hervé Dutko *     | PS          | 113          | 9,14         |             |             |        |        |
| Verfeil Avenir                   |                   |             | 113          | 9,14         |             |             |        |        |
|                                  |                   |             |              |              |             |             |        |        |
| Inscrits                         | Inscrits          | Inscrits    | 2 555        | 100,00       | 2 555       | 100,00      |        |        |
| Abstentions                      | Abstentions       | Abstentions | 1 245        | 48,73        | 1 101       | 43,13       |        |        |
| Votants                          | Votants           | Votants     | 1 310        | 51,27        | 1 453       | 65,58       |        |        |
| Blancs                           | Blancs            | Blancs      | 74           | 5,65         | 57          | 3,92        |        |        |
| Nuls                             |                   |             | 74           | 5,65         | 57          | 3,92        |        |        |
| Exprimés                         | Exprimés          | Exprimés    | 1 236        | 94,35        | 1 396       | 96,08       |        |        |
| * Liste du maire sortant         |                   |             |              |              |             |             |        |        |

### Trignac(Loire-Atlantique)
À la suite de la démission du conseil municipal.
| Tête de liste            | Tête de liste     | Liste    | Premier tour | Premier tour | Second tour | Second tour | Sièges | Sièges |
| Tête de liste            | Tête de liste     | Liste    | Voix         | %            | Voix        | %           | CM     | CARENE |
| ------------------------ | ----------------- | -------- | ------------ | ------------ | ----------- | ----------- | ------ | ------ |
|                          | Claude Aufort     | PS       | 1 112        | 38,28        | 5 934       | 63,77       | 24     | 3      |
|                          | David Pellon*     | LR       | 909          | 31,29        | 1 923       | 36,23       | 5      | 1      |
|                          | Dominique Vincent | PCF      | 884          | 30,29        |             |             |        |        |
|                          |                   |          |              |              |             |             |        |        |
| Inscrits                 | Inscrits          | Inscrits | 5 410        | 100,00       | 5 410       | 100,00      |        |        |
| Abstentions              |                   |          |              |              |             |             |        |        |
| Votants                  |                   |          |              |              |             |             |        |        |
| Blancs                   |                   |          |              |              |             |             |        |        |
| Nuls                     |                   |          |              |              |             |             |        |        |
| Exprimés                 |                   |          |              |              |             |             |        |        |
| * Liste du maire sortant |                   |          |              |              |             |             |        |        |

### Marbois(Eure)
À la suite de la démission du conseil municipal, les élections ont eu lieu le 26 février.
| Tête de liste | Tête de liste  | Liste    | Premier tour | Premier tour | Sièges |
| Tête de liste | Tête de liste  | Liste    | Voix         | %            | Sièges |
| ------------- | -------------- | -------- | ------------ | ------------ | ------ |
|               | Franck Tréhard | SE       | 325          | 65,66        | 16     |
|               | Nadine Besnard | SE       | 170          | 34,34        | 3      |
|               |                |          |              |              |        |
| Inscrits      | Inscrits       | Inscrits | 966          | 100,00       |        |
| Votants       | Votants        | Votants  | 506          | 53,38        |        |
| Blancs        | Blancs         | Blancs   | 11           | 2,17         |        |
| Nuls          |                |          | 11           | 2,17         |        |
| Exprimés      | Exprimés       | Exprimés | 495          | 97,83        |        |

### Le Bailleul(Sarthe)
À la suite de la démission du conseil municipal. Maire sortant : Eric David. Nombre de sièges CM : 15. Nombre de sièges CC : 1
| Tête de liste            | Tête de liste             | Liste       | Premier tour | Premier tour | Second tour | Second tour | Sièges | Sièges |
| Tête de liste            | Tête de liste             | Liste       | Voix         | %            | Voix        | %           | CM     | CC     |
| ------------------------ | ------------------------- | ----------- | ------------ | ------------ | ----------- | ----------- | ------ | ------ |
|                          | Eric David*               | DVG         | 239          | 45,87        | 282         | 51,46       | 12     | 1      |
|                          | Marie-Christine Chailleux | DVD         | 186          | 35,7         | 266         | 48,54       | 3      | 0      |
|                          | André Bazeau              | DVG         | 96           | 18,43        | retiré      | retiré      | retiré | retiré |
|                          |                           |             |              |              |             |             |        |        |
| Inscrits                 | Inscrits                  | Inscrits    | 799          | 100,00       | 799         | 100,00      |        |        |
| Abstentions              | Abstentions               | Abstentions | 275          | 34,42        | 275         | 34,42       |        |        |
| Votants                  | Votants                   | Votants     | 524          | 65,58        | 548         | 65,58       |        |        |
| Blancs                   | Blancs                    | Blancs      | 3            | 0,57         | 3           | 0,55        |        |        |
| Nuls                     |                           |             | 3            | 0,57         | 3           | 0,55        |        |        |
| Exprimés                 | Exprimés                  | Exprimés    | 521          | 99,43        | 545         | 99,45       |        |        |
| * Liste du maire sortant |                           |             |              |              |             |             |        |        |

### Audrieu(Calvados)
À la suite de la démission du conseil municipal, les élections ont lieu les 5 et 12 mars.
| Tête de liste            | Tête de liste            | Liste    | Premier tour | Premier tour | Sièges |
| Tête de liste            | Tête de liste            | Liste    | Voix         | %            | Sièges |
| ------------------------ | ------------------------ | -------- | ------------ | ------------ | ------ |
|                          | Régina Dutacq-Fouillaud  | DVD      | 331          | 60,62        | 12     |
|                          | Jean-Louis Lebouteiller* | PS       | 215          | 39,38        | 3      |
|                          |                          |          |              |              |        |
| Inscrits                 | Inscrits                 | Inscrits | 739          | 100,00       |        |
| Votants                  | Votants                  | Votants  | 566          | 76,59        |        |
| Blancs                   | Blancs                   | Blancs   | 20           | 3,53         |        |
| Nuls                     |                          |          | 20           | 3,53         |        |
| Exprimés                 | Exprimés                 | Exprimés | 546          | 96,47        |        |
| * Liste du maire sortant |                          |          |              |              |        |

### Le Pin(Seine-et-Marne)
À la suite de la démission du conseil municipal, les élections ont lieu les 5 et 12 mars.
| Tête de liste  | Tête de liste    | Liste    | Premier tour | Premier tour | Second tour | Second tour |
| Tête de liste  | Tête de liste    | Liste    | Voix         | %            | Voix        | %           |
| -------------- | ---------------- | -------- | ------------ | ------------ | ----------- | ----------- |
|                | Lydie Wallez     | DVG      | 269          | 41,13        | 394         | 53,10       |
|                | Gérald Beauger   | DVD      | 265          | 40,52        | 348         | 46,90       |
|                | Natacha Polidori | DVD      | 120          | 18,35        | Retrait     | Retrait     |
|                |                  |          |              |              |             |             |
| Inscrits       | Inscrits         | Inscrits | 1 068        | 100,00       | 1 068       | 100,00      |
| Votants        |                  |          |              |              |             |             |
| Blancs et nuls |                  |          |              |              |             |             |
| Exprimés       | Exprimés         | Exprimés | 654          | 61,24        | 742         | 69,48       |

### Longpont-sur-Orge(Essonne)
À la suite de la démission du conseil municipal.
| Tête de liste            | Tête de liste   | Liste       | Premier tour | Premier tour | Second tour | Second tour |
| Tête de liste            | Tête de liste   | Liste       | Voix         | %            | Voix        | %           |
| ------------------------ | --------------- | ----------- | ------------ | ------------ | ----------- | ----------- |
|                          | Alain Lamour    | PG          | 825          | 37,79        | 1 017       | 43,00       |
|                          | Patrick Gamache | DVD         | 632          | 28,35        | 846         | 35,77       |
|                          | Philippe Hamon* | UDI         | 425          | 19,47        | 345         | 14,59       |
|                          | Pascal Armheim  | DVG         | 301          | 13,79        | 157         | 6,64        |
|                          |                 |             |              |              |             |             |
| Inscrits                 | Inscrits        | Inscrits    | 4 615        | 100,00       | 4 615       | 100,00      |
| Abstentions              | Abstentions     | Abstentions | 2 390        | 51,79        | 2 207       | 47,84       |
| Votants                  | Votants         | Votants     | 2 183        | 48,36        | 2 407       | 52,16       |
| Blancs                   | Blancs          | Blancs      | 32           | 1,43         | 27          | 1,12        |
| Nuls                     | Nuls            | Nuls        | 18           | 0,81         | 15          | 0,62        |
| Exprimés                 | Exprimés        | Exprimés    | 2 183        | 48,39        | 2 365       | 52,16       |
| * Liste du maire sortant |                 |             |              |              |             |             |

### Neufchâtel-Hardelot(Pas-de-Calais)
À la suite de la démission du maire, Jean-Pierre Pont, à la suite de son élection au poste de député 
Nombre de sièges CM : 27.
| Tête de liste | Tête de liste            | Liste       | Premier tour | Premier tour | Sièges | Sièges |
| Tête de liste | Tête de liste            | Liste       | Voix         | %            | CM     |        |
| ------------- | ------------------------ | ----------- | ------------ | ------------ | ------ | ------ |
|               | Paulette Juilien-Peuvion | UDI         | 1106         | 54,11        | 21     |        |
|               | Xavier Lebray            | DVD         | 938          | 45,89        | 6      |        |
|               |                          |             |              |              |        |        |
| Inscrits      | Inscrits                 | Inscrits    | 3 500        | 100,00       |        |        |
| Abstentions   | Abstentions              | Abstentions | 1 400        | 40           |        |        |
| Votants       | Votants                  | Votants     | 2 100        | 60           |        |        |
| Blancs        |                          |             |              |              |        |        |
| Nuls          |                          |             |              |              |        |        |
| Exprimés      |                          |             |              |              |        |        |

### Dinard(Ille-et-Vilaine)
À la suite de la démission du conseil municipal.
| Tête de liste            | Tête de liste        | Liste    | Premier tour | Premier tour | Second tour | Second tour | Sièges |
| Tête de liste            | Tête de liste        | Liste    | Voix         | %            | Voix        | %           | Sièges |
| ------------------------ | -------------------- | -------- | ------------ | ------------ | ----------- | ----------- | ------ |
|                          | Jean-Claude Mahé     | DVD      | 2 732        | 48,01        | 3 058       | 53,4 %      | 28     |
|                          | Martine Craveia*     | DVD      | 1 878        | 32,99        | 1 832       | 32,0 %      | 5      |
|                          | Alix De La Bretesche | DVD      | 1 081        | 19,00        | 826         | 14,6 %      | 2      |
|                          |                      |          |              |              |             |             |        |
| Inscrits                 | Inscrits             | Inscrits | 9 025        | 100,00       | 9 025       | 100,00      |        |
| Votants                  | Votants              | Votants  | 5 827        | 64,57        | 5 857       | 64,88       |        |
| Blancs                   | Blancs               | Blancs   | 136          | 2,33         |             |             |        |
| Nuls                     |                      |          | 136          | 2,33         |             |             |        |
| Exprimés                 | Exprimés             | Exprimés | 5 691        | 97,67        | 5 716       |             |        |
| * Liste du maire sortant |                      |          |              |              |             |             |        |

### Amanvillers(Moselle)
À la suite de la démission du conseil municipal, les élections ont lieu le 2 avril.
| Tête de liste            | Tête de liste     | Liste    | Premier tour | Premier tour | Sièges |
| Tête de liste            | Tête de liste     | Liste    | Voix         | %            | Sièges |
| ------------------------ | ----------------- | -------- | ------------ | ------------ | ------ |
|                          | Frédérique Login* | SE       | 704          | 57,47        |        |
|                          | Pierre Keller     | SE       | 521          | 42,53        |        |
|                          |                   |          |              |              |        |
| Inscrits                 | Inscrits          | Inscrits | 1 814        |              |        |
| Votants                  | Votants           | Votants  | 1 278        |              |        |
| Blancs                   | Blancs            | Blancs   | 29           |              |        |
| Nuls                     | Nuls              | Nuls     | 24           |              |        |
| Exprimés                 | Exprimés          | Exprimés | 1 225        |              |        |
| * Liste du maire sortant |                   |          |              |              |        |

### Altkirch(Haut-Rhin)
Des élections se tiennent les 17 et 24 septembre 2017, à la suite de l'élection du maire de la commune, Jean-Luc Reitzer, au poste de député.
| Tête de liste | Tête de liste  | Liste    | Premier tour | Premier tour | Sièges | Sièges |  |
| Tête de liste | Tête de liste  | Liste    | Voix         | %            | CM     | CC     |  |
| ------------- | -------------- | -------- | ------------ | ------------ | ------ | ------ |  |
|               | Nicolas Jander | UDI      | 815          | 100          | 29     | 10     |  |
|               |                |          |              |              |        |        |  |
| Inscrits      | Inscrits       | Inscrits | 3 938        | 100          |        |        |  |
| Votants       | Votants        | Votants  | 948          | 24,07        |        |        |  |
| Blancs        | Blancs         | Blancs   | 47           | 4,96         |        |        |  |
| Nuls          | Nuls           | Nuls     | 86           | 9,07         |        |        |  |
| Exprimés      | Exprimés       | Exprimés | 815          | 85,97        |        |        |  |

### Rixheim(Haut-Rhin)
Des élections se tiennent les 17 et 24 septembre 2017 à la suite de l'élection du maire de la commune, Olivier Becht, au poste de député. Une élection est prévue car un conseiller municipal avait démissionné.
| Tête de liste  | Tête de liste  | Liste          | Premier tour | Premier tour | Sièges | Sièges |  |
| Tête de liste  | Tête de liste  | Liste          | Voix         | %            | CM     | CC     |  |
| -------------- | -------------- | -------------- | ------------ | ------------ | ------ | ------ |  |
|                | Ludovic Haye   | DVD            | 1 920        | 100          | 33     | 5      |  |
|                |                |                |              |              |        |        |  |
| Inscrits       | Inscrits       | Inscrits       | 11 271       | 100          |        |        |  |
| Votants        | Votants        | Votants        | 2 008        | 17,82        |        |        |  |
| Blancs et Nuls | Blancs et Nuls | Blancs et Nuls | 88           | 4,38         |        |        |  |
| Exprimés       | Exprimés       | Exprimés       | 1 920        | 95,62        |        |        |  |

### Lezay(Deux-Sèvres)
À la suite de la mort du maire Christian Maireau.
Maire sortant : Jean-Jacques Dempuré (par intérim).
Nombre de sièges CM : 19.
Nombre de sièges CC : 4
|             | Jean-Jacques Dempuré | DVG         | 452   | 100,00 | 19 | 4 |  |  |
|             |                      |             |       |        |    |   |  |  |
| Inscrits    | Inscrits             | Inscrits    | 1 519 | 100,00 |    |   |  |  |
| Abstentions | Abstentions          | Abstentions | 937   | 61,68  |    |   |  |  |
| Votants     | Votants              | Votants     | 582   | 38,31  |    |   |  |  |
| Blancs      | Blancs               | Blancs      | 30    | 5,15   |    |   |  |  |
| Nuls        | Nuls                 | Nuls        | 100   | 17,18  |    |   |  |  |
| Exprimés    | Exprimés             | Exprimés    | 452   | 77,66  |    |   |  |  |

### Étampes(Essonne)
Cette élection fait suite à la démission de Franck Marlin, réélu député.
|             | Jean-Pierre Colombani | LR          | 2961   | 67,65  | 30 | 20 |  |  |
|             | Matthieu Hilaire      | PCF         | 1416   | 32,35  | 5  | 4  |  |  |
|             |                       |             |        |        |    |    |  |  |
| Inscrits    | Inscrits              | Inscrits    | 13 473 | 100,00 |    |    |  |  |
| Abstentions | Abstentions           | Abstentions | 8886   | 65,96  |    |    |  |  |
| Votants     | Votants               | Votants     | 4586   | 34,04  |    |    |  |  |
| Blancs      | Blancs                | Blancs      | 103    |        |    |    |  |  |
| Nuls        | Nuls                  | Nuls        | 106    |        |    |    |  |  |
| Exprimés    | Exprimés              | Exprimés    | 4377   |        |    |    |  |  |

### Condé-en-Normandie(Calvados)
Démission du maire sortant, Pascal Allizard, pour cause de cumul de mandats.
| Tête de liste            | Tête de liste    | Liste  | Premier tour | Premier tour | Sièges | Sièges |
| ------------------------ | ---------------- | ------ | ------------ | ------------ | ------ | ------ |
| Tête de liste            | Tête de liste    | Liste  | Voix         | %            | CM     |        |
|                          | Valérie Duquesne | DVD-LR | 1143         | 55,03        | 26     |        |
|                          | Samuel Lahaye    | DVD    | 738          | 35,53        | 6      |        |
|                          | Patrick Dujardin | DVD    | 196          | 9,44         | 1      |        |
|                          |                  |        |              |              |        |        |
| * Liste du maire sortant |                  |        |              |              |        |        |

### Saint-Rémy-lès-Chevreuse(Yvelines)
Cette élection fait suite à la démission du conseil municipal.
| Tête de liste            | Tête de liste       | Liste  | Premier tour | Premier tour | Second tour | Second tour | Sièges |
| Tête de liste            | Tête de liste       | Liste  | Voix         | %            | Voix        | %           | Sièges |
| ------------------------ | ------------------- | ------ | ------------ | ------------ | ----------- | ----------- | ------ |
|                          | Dominique Bavoil    | DVD-LR | 843          | 30,77        | 1004        | 34,44       | 20     |
|                          | Jean-Louis Binick   | DVD    | 785          | 28,65        | 929         | 31,87       | 4      |
|                          | Dominique Dufrasnes | LRM    | 765          | 27,92        | 982         | 33,69       | 5      |
|                          | Agathe Becker *     | DVD    | 347          | 12,66        |             |             |        |
|                          |                     |        |              |              |             |             |        |
| * Liste du maire sortant |                     |        |              |              |             |             |        |

### Saint-Germain-du-Puy(Cher)
Cette élection fait suite à la démission du conseil municipal.
Maire :  Maxime Camuzat (PCF)
| Tête de liste | Tête de liste            | Liste | Premier tour | Premier tour | Sièges |
| Tête de liste | Tête de liste            | Liste | Voix         | %            | Sièges |
| ------------- | ------------------------ | ----- | ------------ | ------------ | ------ |
|               | Marie-Christine Baudouin | PCF   | 1 201        | 53,74        | 23     |
|               | Yves Lauvergeat          | DVG   | 1 034        | 46,26        | 6      |

### Liffré(Ille-et-Vilaine)
Cette élection fait suite à la démission du conseil municipal.
Maire sortant : Loïg Chesnais-Girard (PS)
|             | Guillaume Bégué     | PS          | 1 759 | 71,97  | 25 |  |  |  |
|             | Jean-Michel Debains | DVD         | 685   | 28,03  | 4  |  |  |  |
|             |                     |             |       |        |    |  |  |  |
| Inscrits    | Inscrits            | Inscrits    | 5 724 | 100,00 |    |  |  |  |
| Abstentions | Abstentions         | Abstentions | 3 218 | 56,22  |    |  |  |  |
| Votants     | Votants             | Votants     | 2 506 | 43,78  |    |  |  |  |
| Blancs      | Blancs              | Blancs      | 26    | 1,04   |    |  |  |  |
| Nuls        | Nuls                | Nuls        | 36    | 1,44   |    |  |  |  |
| Exprimés    | Exprimés            | Exprimés    | 2 444 | 97,52  |    |  |  |  |

### Onnaing(Nord)
Cette élection fait suite à la démission du conseil municipal.
Maire sortant : Michèle Gréaume (PCF)
|             | Xavier Jouanin    | PCF- UG     | 1 525 | 56,16  | 24 |  |  |  |
|             | Maxence Maillot   | DVD         | 798   | 29,39  | 4  |  |  |  |
|             | Tassadit Aouimeur | DVG         | 169   | 6,96   | 1  |  |  |  |
|             | Mourad Mekdour    | DIV         | 112   | 4,12   |    |  |  |  |
|             | Edith Weisshaupth | LO          | 91    | 3,35   |    |  |  |  |
|             |                   |             |       |        |    |  |  |  |
| Inscrits    | Inscrits          | Inscrits    | 6 332 | 100,00 |    |  |  |  |
| Abstentions | Abstentions       | Abstentions | 3 560 | 56,23  |    |  |  |  |
| Votants     | Votants           | Votants     | 2 772 | 43,77  |    |  |  |  |
| Blancs      | Blancs            | Blancs      | 30    | 1,08   |    |  |  |  |
| Nuls        | Nuls              | Nuls        | 27    | 0,97   |    |  |  |  |
| Exprimés    | Exprimés          | Exprimés    | 2 715 | 97,94  |    |  |  |  |

### Orthez(Pyrénées-Atlantiques)
- Maire sortant : Yves Darrigrand (DVG)
- Maire élu : Emmanuel Hanon (PS)

- Contexte : Démission de plus d'un tiers des membres du conseil municipal.

| Tête de liste                            | Tête de liste       | Liste                 | Premier tour | Premier tour | Second tour | Second tour | Sièges | Sièges |
| Tête de liste                            | Tête de liste       | Liste                 | Voix         | %            | Voix        | %           | CM     | CC     |
| ---------------------------------------- | ------------------- | --------------------- | ------------ | ------------ | ----------- | ----------- | ------ | ------ |
|                                          | Emmanuel Hanon      | PS                    | 1 602        | 39,48        | 2 094       | 49,69       | 25     | 13     |
| Unis, agissons pour notre futur          |                     |                       | 1 602        | 39,48        | 2 094       | 49,69       | 25     | 13     |
|                                          | Yves Darrigrand *   | DVG                   | 1 365        | 33,64        | 1 680       | 39,87       | 7      | 3      |
| Avancer avec Yves Darrigrand             |                     |                       | 1 365        | 33,64        | 1 680       | 39,87       | 7      | 3      |
|                                          | Marie-Hélène Marest | LREM-MoDem-UDI-LR-PRG | 470          | 11,58        | 440         | 10,44       | 1      | 1      |
| Orthez pour vous                         |                     |                       | 470          | 11,58        | 440         | 10,44       | 1      | 1      |
|                                          | Éric Delteil        | POID-PCF              | 317          | 7,81         |             |             |        |        |
| Rassemblement - Liste de la vraie gauche |                     |                       | 317          | 7,81         |             |             |        |        |
|                                          | Dominique Lalanne   | DVG                   | 304          | 7,49         |             |             |        |        |
| Rassemblons nos énergies                 |                     |                       | 304          | 7,49         |             |             |        |        |
|                                          |                     |                       |              |              |             |             |        |        |
| Inscrits                                 | Inscrits            | Inscrits              | 8 256        | 100,00       | 8 256       | 100,00      |        |        |
| Abstentions                              | Abstentions         | Abstentions           | 3 979        | 48,19        | 3 851       | 46,64       |        |        |
| Votants                                  | Votants             | Votants               | 4 277        | 51,80        | 4 405       | 53,35       |        |        |
| Blancs et nuls                           | Blancs et nuls      | Blancs et nuls        | 219          | 5,12         | 191         | 4,33        |        |        |
| Exprimés                                 | Exprimés            | Exprimés              | 4 058        | 94,88        | 4 214       | 95,66       |        |        |

### Saint-Maur(Indre)
- Maire sortant : François Jolivet (LREM)
- Maire élu : Ludovic Réau (DVD)

- Contexte : Démission du maire sortant après son élection comme député[27].

|                                                         | Ludovic Réau | DVD      |  | 100,00 | 29 | 3 |  |  |
| Continuons ensemble pour Saint-Maur - Villers-les-Ormes |              |          |  | 100,00 | 29 | 3 |  |  |
|                                                         |              |          |  |        |    |   |  |  |
| Inscrits                                                | Inscrits     | Inscrits |  | 100,00 |    |   |  |  |
| Abstentions                                             |              |          |  |        |    |   |  |  |
| Votants                                                 |              |          |  |        |    |   |  |  |
| Blancs                                                  |              |          |  |        |    |   |  |  |
| Nuls                                                    |              |          |  |        |    |   |  |  |
| Exprimés                                                |              |          |  |        |    |   |  |  |

### Saint-Sulpice-la-Pointe(Tarn)
Cette élection fait suite à la démission du conseil municipal.
| Tête de liste            | Tête de liste           | Liste   | Premier tour | Premier tour | Second tour | Second tour | Sièges |
| Tête de liste            | Tête de liste           | Liste   | Voix         | %            | Voix        | %           | Sièges |
| ------------------------ | ----------------------- | ------- | ------------ | ------------ | ----------- | ----------- | ------ |
|                          | Raphaël Bernardin       | LRM     | 1003         | 49,59        | 1310        | 45,88       | 22     |
|                          | Christophe Leroy        | DVG     | 785          | 25,87        | 1068        | 37, 41      | 5      |
|                          | Dominique Rondi-Serrat* | PS      | 640          | 20,87        |             |             |        |
|                          | Christian Rabaud        | DIV-DVG | 791          | 11,95        | 477         | 16,71       | 2      |
|                          | Sébastien Leroy         | FN      | 264          | 8,62         |             |             |        |
|                          |                         |         |              |              |             |             |        |
| * Liste du maire sortant |                         |         |              |              |             |             |        |

### Tournus(Saône-et-Loire)
Cette élection fait suite à la démission de 12 conseillers municipaux en juillet.
Maire sortant : Claude Roche (UDI)
|                          | Bertrand Veau     | DVG         | 1 349 | 61,63  | 24 | 12 |
|                          | Claude Roche*     | UDI         | 505   | 23,07  | 3  | 1  |
|                          | Christian Bernard | DVD         | 335   | 15,30  | 2  | 1  |
| Inscrits                 | Inscrits          | Inscrits    | 4 332 | 100,00 |    |    |
| Abstentions              | Abstentions       | Abstentions | 2 065 | 47,67  |    |    |
| Votants                  | Votants           | Votants     | 2 267 | 52,33  |    |    |
| Blancs                   | Blancs            | Blancs      | 48    | 2,12   |    |    |
| Nuls                     | Nuls              | Nuls        | 30    | 1,32   |    |    |
| Exprimés                 | Exprimés          | Exprimés    | 2 189 | 96,56  |    |    |
| * Liste du maire sortant |                   |             |       |        |    |    |